# 马来西亚交通

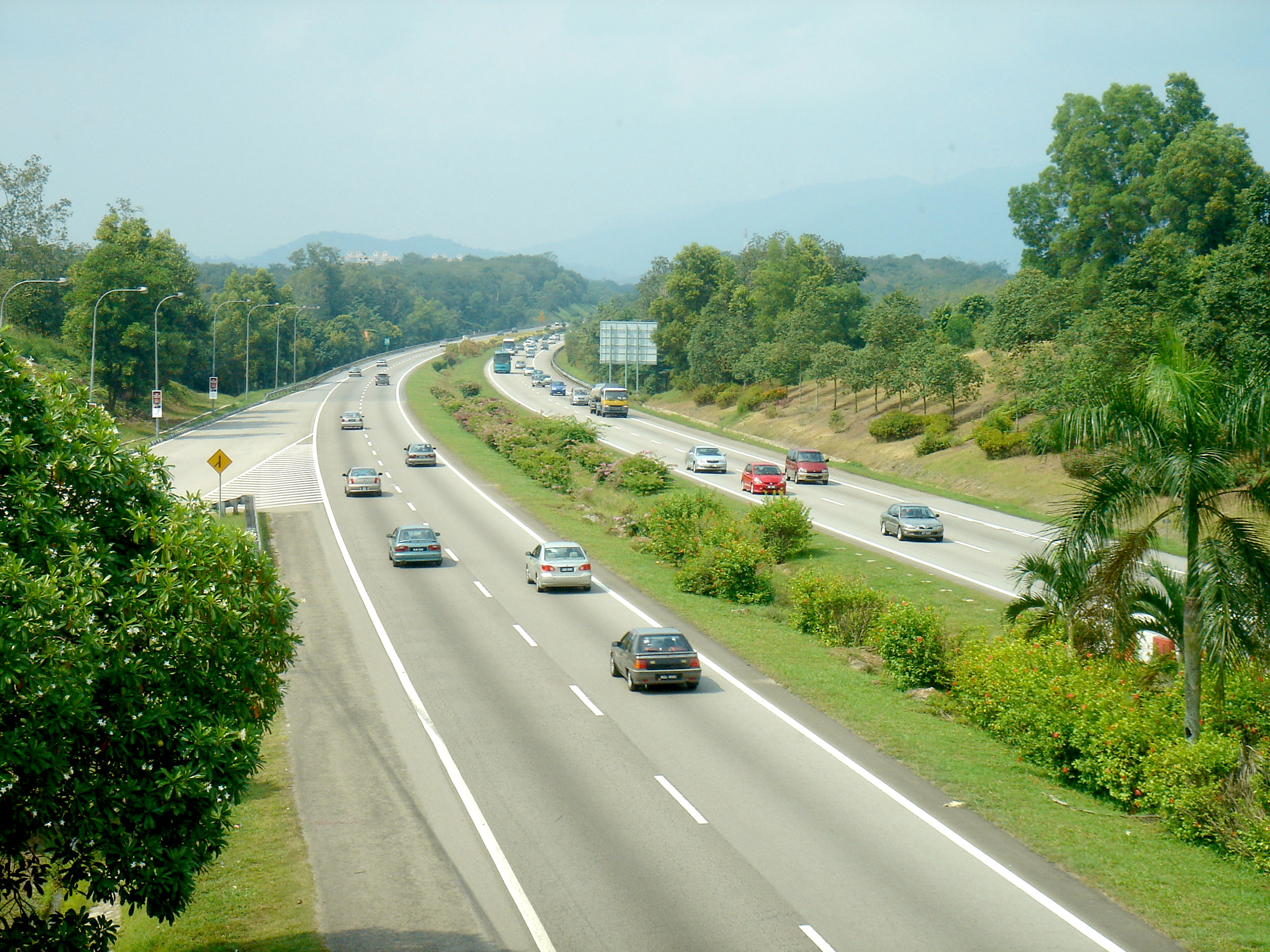
全长966公里的南北大道是马来西亚最长的高速公路

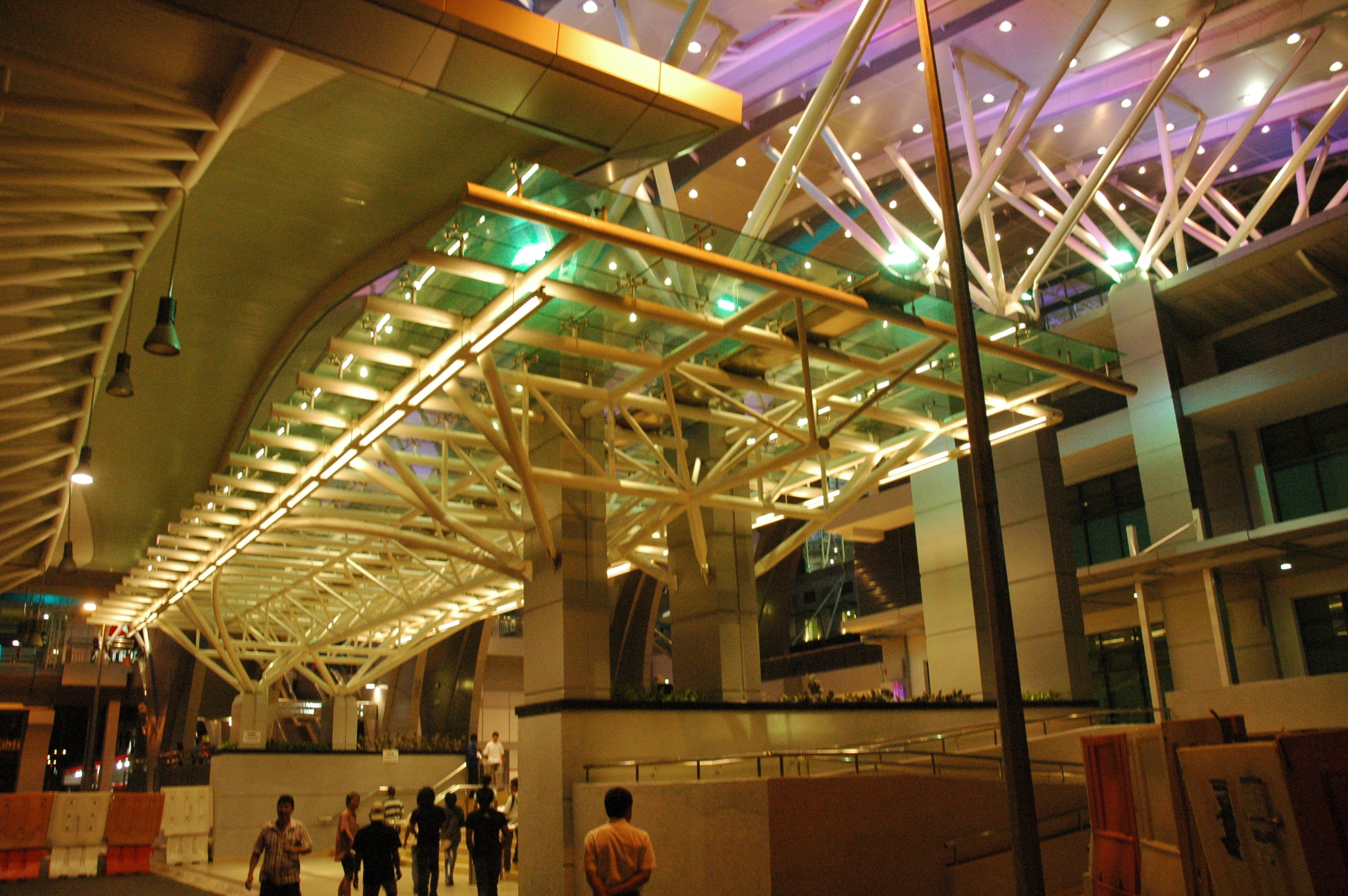
位于新山市区的新山中央车站

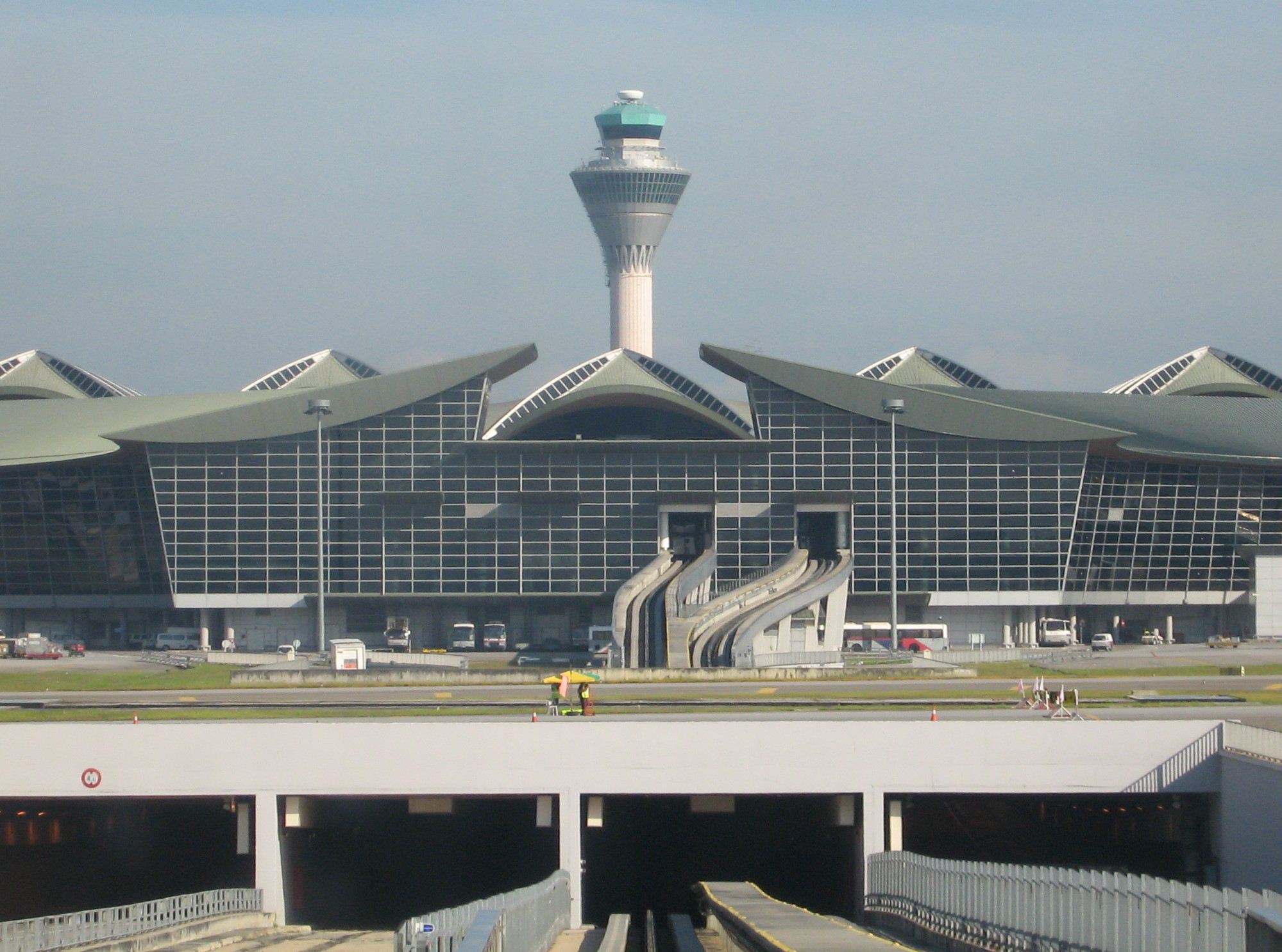
吉隆坡第一国际机场（KLIA）

马来西亚可以分为东马和西马两个区域，由于两个区域的地理环境和经济状况有着明显的差异，所以马来西亚的交通系统在两个区域有着不同的发展。

## 高速公路
马来西亚最主要的高速公路是南北大道。东海岸大道是人民从吉隆坡前往东海岸的大道。在西马西海岸地区，密集的高速公路网络连接各个大小城镇，主要的高速公路集中在巴生河流域、新山和槟城。在东马和西马东海岸地区，平坦的高速公路相对的较少，主要的公路是弯曲的州级公路和未铺设沥青的石渣路，同时船只和小型飞机也是内陆居民的主要交通工具。馬來西亞首都，吉隆玻路段，每到黃金上下班時刻，塞車情況都十分嚴重。

## 铁路
馬來西亞的鐵路系統分為西馬和東馬兩部分，西马的铁路系统由馬來亞鐵路管理，由新加坡出发一路往北连接了西马地区的主要城镇；东马则仅有一条沙巴州鐵路，負責沙巴境内旅客和货物運輸服务。
轻快铁方面，马来西亚拥有非常密集以及复杂的轻快铁网络连接吉隆坡周围、整个吉隆坡首都的各个角落、布城、雪兰莪部分地区以及吉隆坡国际机场等等地区。目前马来西亚中央政府正规划在全西马各主要大城市设立与吉隆坡相同的轻快铁网络。

## 港口
马来西亚的主要港口包括了巴生港（Port Klang）和丹戎帕拉帕斯港（Port of Tanjung Pelepas），其他较次要的港口有基度龙角（Tanjung Kidurong）、亚庇（Kota Kinabalu）、古晋（Kuching）、巴西古当（Pasir Gudang）、关丹（Kuantan）、槟城（Penang）、美里（Miri）、山打根（Sandakan）、斗湖（Tawau）等。

## 航空
马来西亚的主要机场是吉隆坡国际机场，次要的机场有梳邦機場、亚庇国际机场、古晋国际机场、浮罗交怡国际机场、槟城国际机场和士乃国际机场；另外在内陆地区也有供小型飞机起落的简易机场，全国加起来共有过百座机场。提供国际航空服务的公司有马来西亚航空、新加坡航空、国泰航空等，提供国内航空服务的公司则有亚洲航空和飞萤航空。